# Tao-ch'o
Tao-ch'o, född 562, död 645, var en kinesisk buddhistisk forskare av mahayana mahaparinirvana sutra som senare kom att bli en forskare av rena land-buddhismen. I kinesisk buddhitisk tradition, anses han vara den andre patriarken av rena land-buddhismen medan han i jodoshinshu är den fjärde patriarken.

## Liv och lära
Tao-ch'o föddes i Bingzhou, Shanxi. Enligt legenden besökte han T'an-luans tempel år 609 och läste en text på väggen som ärade T'an-luan. Tao-ch'o var så imponerad av denna inristning att han började följa rena land-buddhism, där han varje dag reciterade Amitabhas namn och Sukhāvatīvyūhaḥ-sūtra. 
Bland Tao-ch'os bidrag till rena land-buddhismen är hans benämning av två vägar i buddhismen mycket känd: den heliga vägen (klosterliv som leder till rening av sinnet) och vägen av sukhavati (förlita sig på Amitabhas godhet). Han kopplas även till det buddhistiska konceptet av de tre perioderna av buddhismen där räddning av Amitabha beskrivs som särskilt passande för de som lever i den nuvarande eran, då buddhismen dör ut.
Vissa menar att hans vana att räkna recitationer med hjälp av bönor är ursprunget för de buddhistiska radbanden (mala).